# Marie Louise av Schleswig-Holstein
Marie Louise av Schleswig-Holstein, (Franziska Josepha Louise Augusta Marie Christina Helena), född 12 augusti 1872, död 8 december 1956, var en brittisk kunglighet och memoarförfattare. Hon var dotterdotter till drottning Viktoria.

## Biografi
Marie Louise var dotter till prins Christian Fredrik av Schleswig-Holstein-Sonderburg-Augustenburg och hans maka, prinsessan Helena av Storbritannien.
Marie Louise gifte sig i S.t George's Chapel Windsor Castle 6 juli 1891 med prins Aribert av Anhalt (1864-1933). Då det snart uppdagades att hennes make var homosexuell, blev äktenskapet allt mer olyckligt och ohållbart. Hon lämnade till slut maken och reste till Kanada, och då hennes mormor, drottning Victoria, fick reda på orsaken lät hon henne genast komma hem till föräldrarna och drev igenom skilsmässa med omedelbar verkan, 1900.
Så småningom kom hon att dela bostad med sin äldre syster, prinsessan Helena Victoria i London, där hon snart blev en välkänd styrelsemedlem i flera olika välgörenhetsorganisationer. Systrarna deltog i flera kungliga evenemang genom åren, t.ex. kröningen av Georg VI av Storbritannien 1937 och bröllopet 1947 mellan Elizabeth II och prins Philip.
Marie Louise av Schleswig-Holstein författade sina memoarer: "My Memories of Six Reigns", (London 1956).